# 붉은서나물
붉은서나물은 국화과에 딸린 한해살이풀이다. 북아메리카 원산으로 북반구의 온대 지방과 아메리카 대륙 등지에 널리 분포한다. 대룡국화, 민머위나물, 물쑥갓이라고도 부른다.

## 생태
주로 산기슭이나 숲 속의 그늘진 곳에서 자라지만, 도시 주변에서도 흔히 볼 수 있다. 줄기 높이는 1~2미터이며, 세로로 줄이 있다. 연하지만 곧게 선다. 잎은 자루 없이 기부가 줄기를 감싸며 가장자리에 불규칙한 톱니가 있다. 쇠서나물과 비슷하지만, 거친 털이 없는 점이 다르다. 꽃은 9~10월에 피며 가지 끝에 대롱꽃으로만 된 황록색 두화가 많이 달린다. 거의 벌어지지 않는다. 총포는 녹색인 것과 짙은 갈색인 것이 있다. 열매는 수과이고 타원형이고 흑갈색이다. 흰색 갓털이 달리는데 열매에서 잘 떨어진다.

## 사진

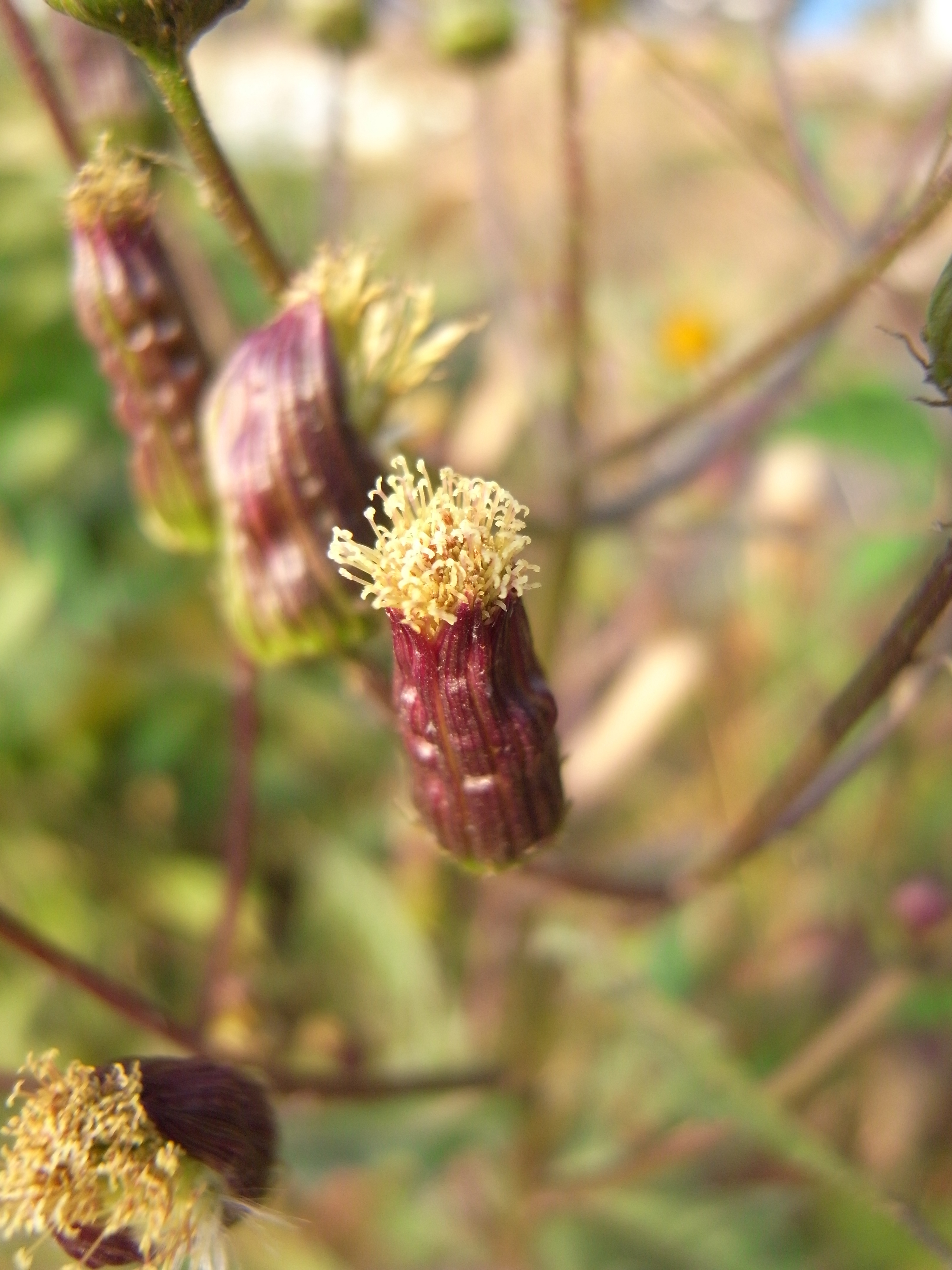
꽃
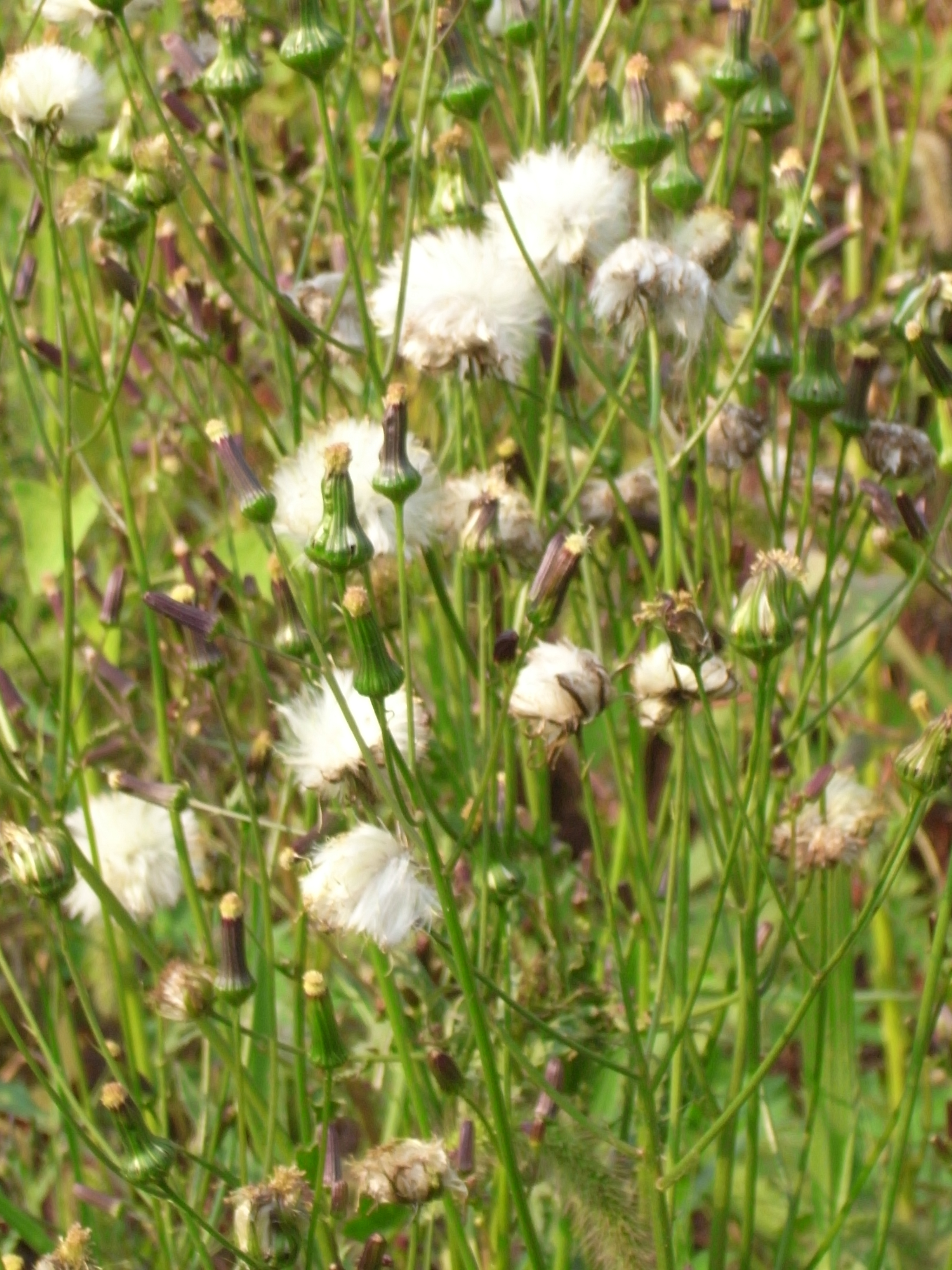
갓털
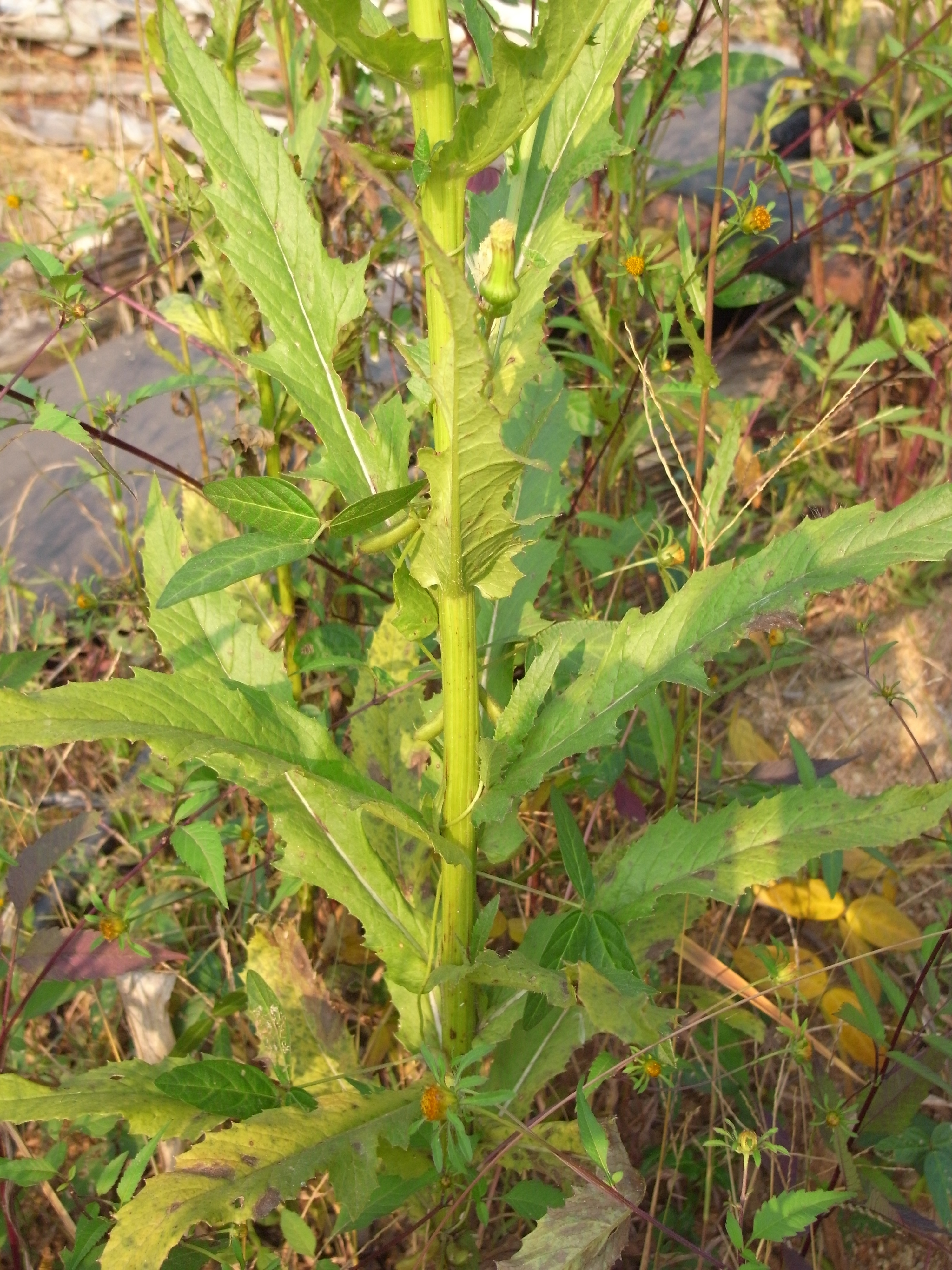
잎줄기

## 참고 문헌
- 고경식; 김윤식 (1988). 《원색한국식물도감》. 아카데미서적.
- 이동혁 (2007). 《오감으로 찾는 우리 풀꽃》. 도서출판 이비컴. ISBN 978-89-89484-57-8.
- 풀베개 보관됨 2015-12-10 - 웨이백 머신